# Jean Baldoui
Jean Baldoui, né à Paris le 24 juillet 1890 et mort à Rabat le 5 septembre 1955, est un peintre français.

## Biographie
Élève de Jean Adler, d'Achille Cesbron et de Henri Lebasque, il expose à partir de 1914 au Salon des artistes français et au Salon d'automne. 
On lui doit essentiellement des paysages de l'Orient. 

## Décorations
- Chevalier de la Légion d'honneur en 1938[2]